# アレン・バーグ
アレン・バーナード・バーグ（Allen Bernard Berg, 1961年8月1日 - ）は、 オゼッラチームより1986年シーズンにF1に参戦した、カナダの元レーシングドライバー。現在はレーシングスクールの代表として活躍している。

## 経歴
バーグはブリティッシュコロンビア州バンクーバーで生まれた。彼は1978年にカートを始め、20歳のときにフォーミュラアトランティックに乗り換えた。 1982年に彼はオーストラリアとニュージーランドで有名なタスマンフォーミュラパシフィックシリーズでチャンピオンを獲得し、1983年にイギリス・フォーミュラ3選手権に参加した。同年のイギリスF3には、アイルトン・セナやマーティン・ブランドル、ジョニー・ダンフリーズ、デイビッド・レズリー、デイビー・ジョーンズなど後に様々なカテゴリのレースで実績を残すことになるドライバーが多数参戦していたが、バーグは健闘してシリーズ5位となる。特にヨーロッパF3との合同レースとなった、ブランズ・ハッチでのレースでは、セナやレズリーなどライバルの多くがリタイアするなか、イギリスF3勢最上位の5位に入って最大のポイントを獲得した。1984年もイギリスF3に引き続き参戦。ダンフリーズに敗れはしたものの、シリーズ2位を獲得した。
1986年にバーグはオゼッラF1チームのシートを獲得。9つのレースに参加し、競争力のないマシンで奮闘してみせた。しかし、バーグはスポンサーシップの問題を抱えており、シーズンの半ばからの参戦となった。1987年もF1参戦を続ける機会があったが、カナダグランプリがキャンセルされた為に、十分なスポンサーを集めることができず、シートを確保することができなかった。
バーグはレーシングドライバーとしてだけではなく、チームオーナー、シリーズ主催者、ドライビングコーチ、インストラクターとして様々な立場からモータースポーツに携わってきた。F1参戦後は、スポーツカーレースとトランザムシリーズに活動の場を移し、BMW・M3で旧ドイツツーリングカー選手権にも参戦。1991年にメキシコF2でシリーズ2位、 1993年にタイトルを獲得した。2001年にはオーナードライバーとしてインディ・ライツパンアメリカーナのタイトルを獲得した。
現在バーグは後輩の指導に力を入れており、モントレーのウェザーテック・レースウェイ・ラグナ・セカに拠点を置き、アレン・バーグ・レーシングスクールを運営している。このスクールは、フォーミュラカーのドライブが未経験なドライバーにもレースドライビングする機会やプロドライバーになるために必要な教育プログラムを提供している。

## レース戦歴

### ヨーロッパ・フォーミュラ3選手権
| 年     | チーム                         | シャシー   | エンジン     | 1   | 2     | 3   | 4   | 5   | 6   | 7   | 8      | 9   | 10     | 11  | 12  | 13  | 14  | 15  | 16  | Pos. | Pts |
| ------ | ------------------------------ | ---------- | ------------ | --- | ----- | --- | --- | --- | --- | --- | ------ | --- | ------ | --- | --- | --- | --- | --- | --- | ---- | --- |
| 1983年 | エディ・ジョーダン・レーシング | ラルト RT3 | トヨタ・2T-G | VLL | NÜR C | ZOL | MAG | ÖST | LAC | SIL | MNZ 10 | MIS | ZAN 12 | KNU | NOG | JAR | IMO | DON | CET | NC   | 0   |

- 太字はポールポジション、斜字はファステストラップ。(key)

### F1
| 年   | エントラント                 | シャシー       | エンジン                    | 1   | 2   | 3   | 4   | 5   | 6   | 7       | 8       | 9       | 10     | 11      | 12      | 13  | 14     | 15     | 16     | WDC | Pts |
| ---- | ---------------------------- | -------------- | --------------------------- | --- | --- | --- | --- | --- | --- | ------- | ------- | ------- | ------ | ------- | ------- | --- | ------ | ------ | ------ | --- | --- |
| 1986 | オゼッラ・スクアドラ・コルセ | オゼッラ・FA1G | アルファロメオ 890T 1.5 V8t | BRA | ESP | SMR | MON | BEL | CAN | DET Ret | FRA Ret | GBR Ret |        |         |         |     |        |        |        | NC  | 0   |
| 1986 | オゼッラ・スクアドラ・コルセ | オゼッラ・FA1F | アルファロメオ 890T 1.5 V8t |     |     |     |     |     |     |         |         |         | GER 12 | HUN Ret | AUT Ret | ITA | POR 13 | MEX 16 | AUS NC | NC  | 0   |

（キー）

### ル・マン24時間レース
| 年     | チーム                         | コ・ドライバー                        | 使用車両       | クラス | 周回 | 総合順位 | クラス順位 |
| ------ | ------------------------------ | ------------------------------------- | -------------- | ------ | ---- | -------- | ---------- |
| 1990年 | リチャード・ロイド・レーシング | ジョン・ワトソン ブルーノ・ジャコメリ | ポルシェ・962C | C1     | 335  | 11位     | 11位       |